# Zotye 2008
Le Zotye 2008 est un Daihatsu Terios rebadgé produit par le constructeur automobile chinois Zotye. Lancé en 2005 en Chine, il a été plusieurs fois remaniés. Au cours de ces remaniements, il a adopté un nouveau. D'abord 5008 en 2008 puis T200 en 2013.